# Caldas de Reis
Caldas de Reis (Spaans: Caldas de Reyes) is een gemeente in de Spaanse provincie Pontevedra in de regio Galicië met een oppervlakte van 68 km². Caldas de Reis telt 9.830 inwoners (1 januari 2016). Het is de hoofdstad van de comarca Caldas.

## Demografische ontwikkeling
Bron: INE; 1857-2011: volkstellingen
Opm.: In 1897 werd de gemeente Sayar aangehecht

## Geboren
- Alfons VII (1105-1157), koning van León, Castilië en Galicië

Agolada · Arbo · Baiona · Barro · Bueu · Caldas de Reis · Cambados · Campo Lameiro · Cangas · A Cañiza · Catoira · Cerdedo-Cotobade · Covelo · Crecente · Cuntis · Dozón · A Estrada · Forcarei · Fornelos de Montes · Gondomar · O Grove · A Guarda · A Illa de Arousa · Lalín · A Lama · Marín · Meaño · Meis · Moaña · Mondariz · Mondariz-Balneario · Moraña · Mos · As Neves · Nigrán · Oia · Pazos de Borbén · Poio · Ponte Caldelas · Ponteareas · Pontecesures · Pontevedra · O Porriño · Portas · Redondela · Ribadumia · Rodeiro · O Rosal · Salceda de Caselas · Salvaterra de Miño · Sanxenxo · Silleda · Soutomaior · Tomiño · Tui · Valga · Vigo · Vila de Cruces · Vilaboa · Vilagarcía de Arousa · Vilanova de Arousa